# Mária Schmidt (Historikerin)

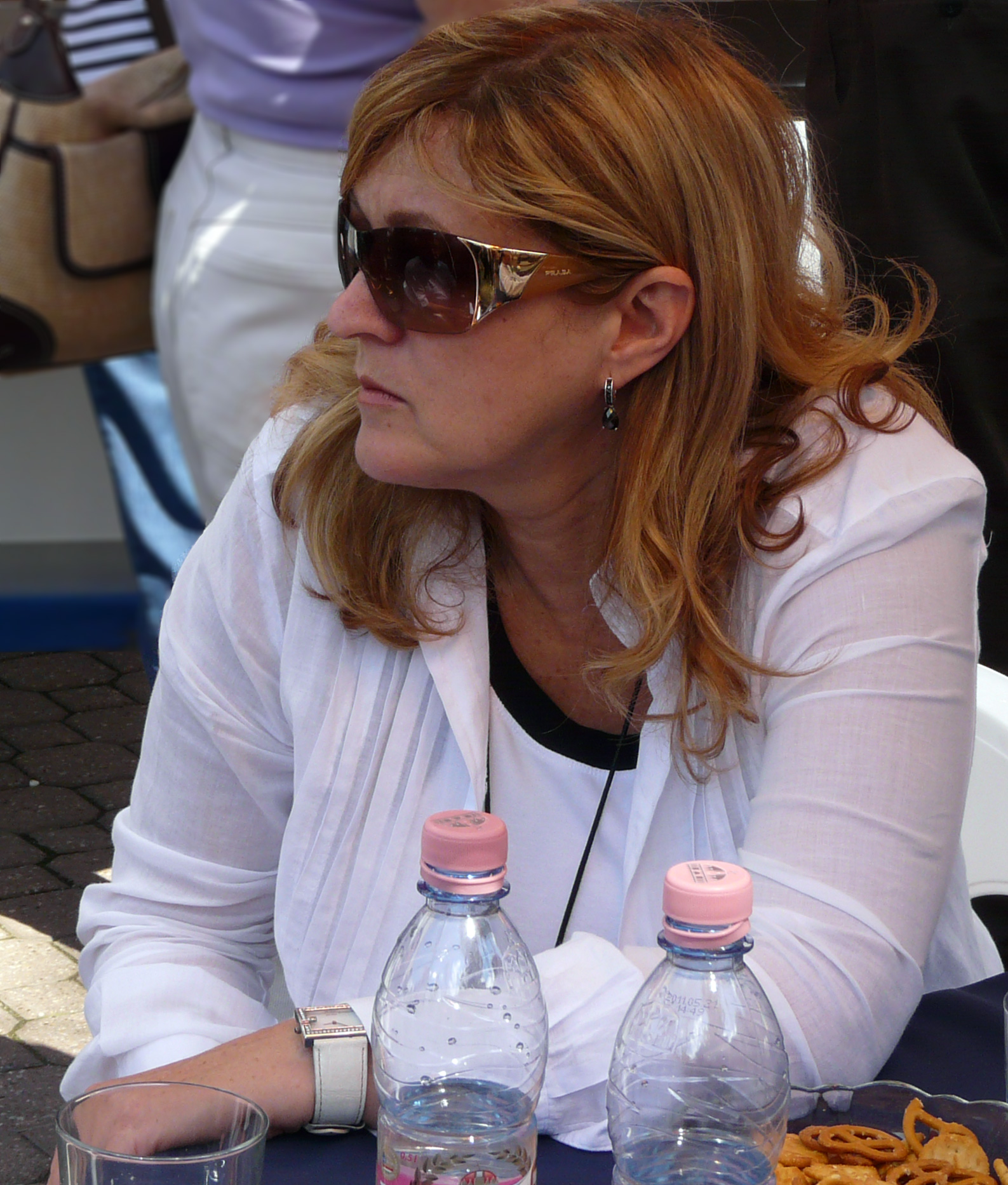
Mária Schmidt

Mária Schmidt (* 10. Oktober 1953) ist eine ungarische Historikerin, Museumsleiterin und Hochschullehrerin. Sie gilt als Vertraute des Premierministers Viktor Orban.

## Leben und Werk
Sie schloss die Eötvös-Loránd-Universität als Lehrerin für Geschichte und Deutsch ab. Danach promovierte sie 1985 und legte 1999 noch den Ph.D. ab. Seit 1996 arbeitete sie als Professorin an der katholischen Peter Pázmány Universität, die Habilitation folgte 2005. Darauf wurde sie 2010 ordentliche Professorin. Schmidt lehrte als Gast an den Universitäten Wien und Innsbruck, Oxford, Paris, Technische Universität Berlin, Tel-Aviv, auch an der Yad Vashem Holocaust Memorial Authority in Jerusalem, und an den Universitäten New York und Bloomington sowie am Hoover Institute in Stanford. Sie war 1989 die erste Stipendiatin der Open-Society-Stiftung von George Soros.
Sie wurde Chefberaterin des ungarischen Premiers Orban von 1998 bis 2002. Seit 2002 war sie im Vorstand der Stiftung Ettersberg. 2016 hatte sie das Amt der Regierungsbeauftragten zum Gedenkjahr der Revolution von 1956 inne. Sie ist Generaldirektorin des 20th Century Institute und des 21st Century Institute sowie des Haus des Terrors in Budapest, das sich den Diktaturen im 20. Jahrhundert widmet.
Sie ist Mitglied im wissenschaftlichen Beirat des Haus der Europäischen Geschichte, das sie von Anfang an mitgestaltete.
Sie erforscht die Geschichte der ungarischen Juden nach 1918 sowie die Geschichte Ungarns unter den Diktaturen im 20. Jahrhundert. »In Ungarn bezweifelt niemand, dass diese totalitären Regime vergleichbar sind, wir haben die lebendige Erfahrung beider Diktaturen und wissen, worüber wir sprechen.«
Sie war bis zu dessen Tod mit dem ungarischen Milliardär András Ungár († 2006) verheiratet, mit dem sie zwei Kinder hat, darunter Péter Ungár, Politiker der Grün-Partei LMP.

## Positionen
Der ungarische Historiker László Karsai hat Schmidt eine Holocaust-Revisionistin genannt, weil sie die antisemitischen Maßnahmen des Horthy-Regimes vor der deutschen Besatzung 1944 ignoriere und in ihren Museumskonzepten dem ungarischen Anteil keinen Raum gebe. Daraufhin erhielt er keinen Einfluss mehr auf das geplante Budapester Holocaust-Museum (das künftige House of Fates). Das Museum ist bis 2019 noch nicht eröffnet worden.
Mit Sándor Szakály vom Veritas Historical Research Institute vertritt Schmidt einen Geschichtsrevisionismus zur Haltung Ungarns 1944 gegenüber den deutschen Besatzern. Danach trugen die Deutschen die Verantwortung für die antisemitischen Maßnahmen allein. Politisch verknüpfte Schmidt dies 2017 mit Angriffen auf die aktuelle Flüchtlingspolitik der Bundesrepublik: „Die Deutschen haben schon einmal entschieden, mit wem wir nicht zusammenleben dürfen, und jetzt wollen sie entscheiden, mit wem wir zusammenleben müssen.“

## Preise und Auszeichnungen
- 2001 Kommandeur des Verdienstordens der Französischen Republik[8]
- 2004 Großes Verdienstkreuz des Ordens für Treue zum Vaterland[8]
- 2006 Verdienstorden der Republik Polen[8]
- 2006 Preis der Bürger für Ungarn[9]
- 2008 Verdienstorden der Ukraine[8]
- 2010 Bene-Merito-Medaille[8]
- 2011 Kommandeurskreuz des Verdienstordens der Republik Polen[8]
- 2014 Széchenyi-Preis[10]
- 2015 Pro Urbe Budapest Preis[11]
- 2016 56. Großkreuz des Verdienstordens für Vaterlandstreue[12]
- 2017 Deutsch-Ungarischer Freundschaftspreis[13]
- 2017 Ehrenmitglied des St.-Georgs-Ordens[14]
- 2018 Auszeichnung des Bezirks Pestszentlőrinc-Pestszentimre[15]
- 2023 Ungarischer Verdienstorden[16]

## Schriften
- Eine Minderheit, die sich immer als Teil der Mehrheit fühlte. Das Schicksal der Juden in Ungarn (1867–1987). In: Österreichische Osthefte, Zeitschrift für Mittel-, Ost- und Südosteuropaforschung 33. Jahrgang Heft 2, Wien, 1991.
- Ungarn zwölf Jahre nach 1918, nach 1945 und nach 1989. In: Nach der Diktatur. Demokratische Umbrüche in Europa – zwölf Jahre später. Stiftung Ettersberg, Böhlau Verlag, Weimar 2003. S. 89–99.
- Das Budapester Museum „Haus des Terrors“. Museum der modernen Zeitgeschichte und lebendige Gedenkstätte. In: Der Kommunismus im Museum, Formen der Auseinandersetzung in Deutschland und Ostmitteleuropa. Herausgegeben von Volkhard Knigge und Ulrich Mählert, im Auftrag der Stiftung Ettersberg und der Stiftung zur Aufarbeitung der SED-Diktatur Böhlau, Köln, Weimar, 2005, S. 161–171, pp.
- Der Kommunismus in der deutschen Erinnerungskultur. Kommentar aus ungarischer Sicht. In: Woran erinnern? Der Kommunismus in der deutschen Erinnerungskultur. Böhlau Verlag Köln Weimar Wien, 2006. S. 201–204.
- Der Kommunismus, ein Verbrechen ohne Folgen? (Communism: crime without consequences?) In: Renato Cristin: Memento Gulag – Zum Gedenken an die Opfer totalitärer Regime. Duncker & Humblot, Berlin, 2006. S. 91–97.
- „Jetzt werden sie alles so machen wie bei den Russen!“ Der Ausbau des Kommunismus in Ungarn. In: Der Neubeginn in Europa 1945–1949 – Determinanten und Spielräume, München, Bayerische Landeszentrale für politische Bildungsarbeit, 2010. S. 119–128.
- Ungarische Geschichte und Gegenwart. Die problematischen Relikte der kommunistischen Diktatur in Ungarn setzen sich bis heute fort. In.: Die Politische Meinung, Wege aus der Diktatur – europäische Perspektiven, S. 25–30. Konrad-Adenauer-Stiftung, 01–02/2011.
- Auf dem Weg zu einem europäischen Gedächtnis? Eine ungarische Sicht auf das geplante Haus der Europäischen Geschichte. In: Volkhard Knigge/Hans-Joachim Veen/Ulrich Mählert/Franz-Josef Schlichting (Hg.): Arbeit am europäischen Gedächtnis, Schriften der Stiftung Ettersberg, Band 16, Boehlau: Koeln/Weimar/Wien 2011, S. 165–167.
- Denkmälerlandschaft – Symbolische Ausdrucksformen politischen Willens in Ungarn. In: Denkmäler Demokratischer Umbrüche nach 1945. Köln – Weimar – Wien, Böhlau Verlag, 2014, S. 131–144.

## Einzelbelege
1. ↑  The Institute of the Twentieth Century. Archiviert vom Original (nicht mehr online verfügbar) am 2. August 2019; abgerufen am 15. Oktober 2019.  Info: Der Archivlink wurde automatisch eingesetzt und noch nicht geprüft. Bitte prüfe Original- und Archivlink gemäß Anleitung und entferne dann diesen Hinweis.
2. ↑  XXI. Század Intézet. Abgerufen am 15. Oktober 2019 (ungarisch).
3. ↑  DAS KURATORIUM UND WISSENSCHAFTLICHE BEIRAT. Abgerufen am 20. Oktober 2021.
4. ↑  Jean-Baptiste Maltet: Happy End im sechsten Stock in: Le Monde Diplomatique Juni 2021 (deutsche Ausgabe), S. 23
5. ↑  Johanna Kissis: Hungary's House of Fates isn't opened yet. NPR, 8. Februar 2019, abgerufen am 15. Oktober 2019.
6. ↑  Sandor Szakaly: Portrait of a historian
7. ↑  Geschichtsklitterung in Ungarn. taz, 6. Dezember 2017, abgerufen am 15. Oktober 2019.
8. 1 2 3 4 5 6  Életrajz. In: schmidtmaria.hu. 24. Juni 2016, abgerufen am 23. Mai 2023 (ungarisch).
9. ↑  Díjak. In: szpma.hu. Abgerufen am 23. Mai 2023 (ungarisch).
10. ↑  Schmidt Mária és John Lukacs is Széchenyi-díjat kapott. In: Origo. Abgerufen am 25. Mai 2023 (ungarisch).
11. ↑  Pro Urbe Budapest díjjal tüntették ki Süllei Lászlót. In: magyarkurir.hu. Abgerufen am 23. Mai 2023 (ungarisch).
12. ↑  Herczeg Márk: A Hűség a Hazához Érdemrend Nagykeresztjével tüntették ki Schmidt Máriát. 20. Oktober 2016, abgerufen am 24. Mai 2023 (ungarisch).
13. ↑  Preisträger – Deutscher Wirtschaftsclub Ungarn. In: dwc.hu. Abgerufen am 25. Mai 2023.
14. ↑  Ehrendamen – St. Georgs-Orden. In: georgsorden.at. Abgerufen am 25. Mai 2023 (deutsch).
15. ↑  Herczeg Márk: A XVIII. kerület kitüntette Schmidt Máriát, mert az ország az erőfeszítései révén méltóképpen emlékezhetett 56-ra. 15. März 2018, abgerufen am 25. Mai 2023 (ungarisch).
16. ↑  Március 15-én tisztelet a bátraknak! In: kormany.hu. Abgerufen am 25. Mai 2023.

| Personendaten    | Personendaten           |
| ---------------- | ----------------------- |
| NAME             | Schmidt, Mária          |
| KURZBESCHREIBUNG | ungarische Historikerin |
| GEBURTSDATUM     | 10. Oktober 1953        |